# Châtillon-sous-les-Côtes
Pour les articles homonymes, voir Châtillon et -sous-les-Côtes.
Châtillon-sous-les-Côtes est une commune française située dans le département de la Meuse, en région Grand Est.

## Géographie

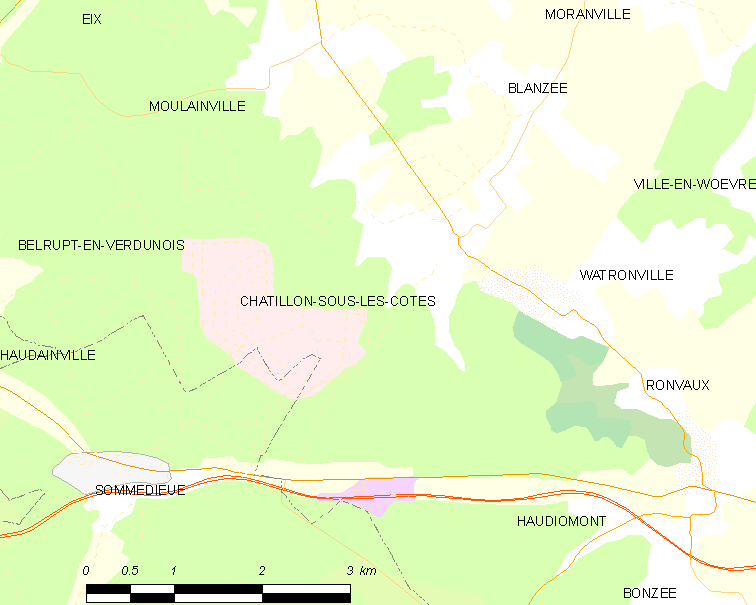
Carte de la commune.
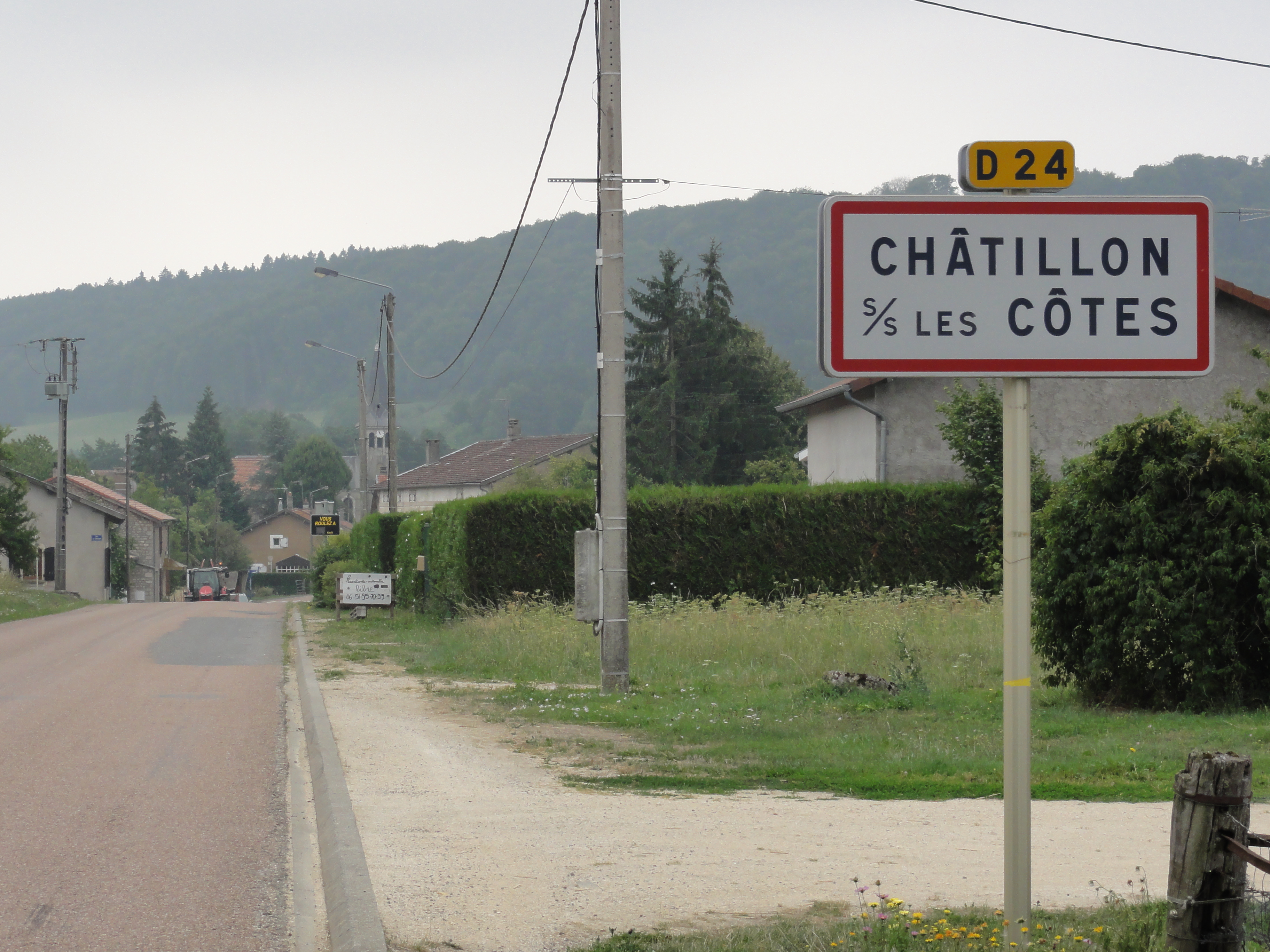
Entrée de Châtillon-sous-les-Côtes.

| Moulainville         | Blanzée                  | Blanzée     |
| Moulainville         | Châtillon-sous-les-Côtes | Watronville |
| Belrupt-en-Verdunois | Watronville              | Watronville |

### Hydrographie

#### Réseau hydrographique
La commune est traversée par la ligne de partage des eaux entre les bassins versants du Rhin et de la Meuse au sein du bassin Rhin-Meuse. Elle est drainée par le ruisseau de Viaunoue, le ruisseau des Vauches et le ravin de la Grande Tranchée,.

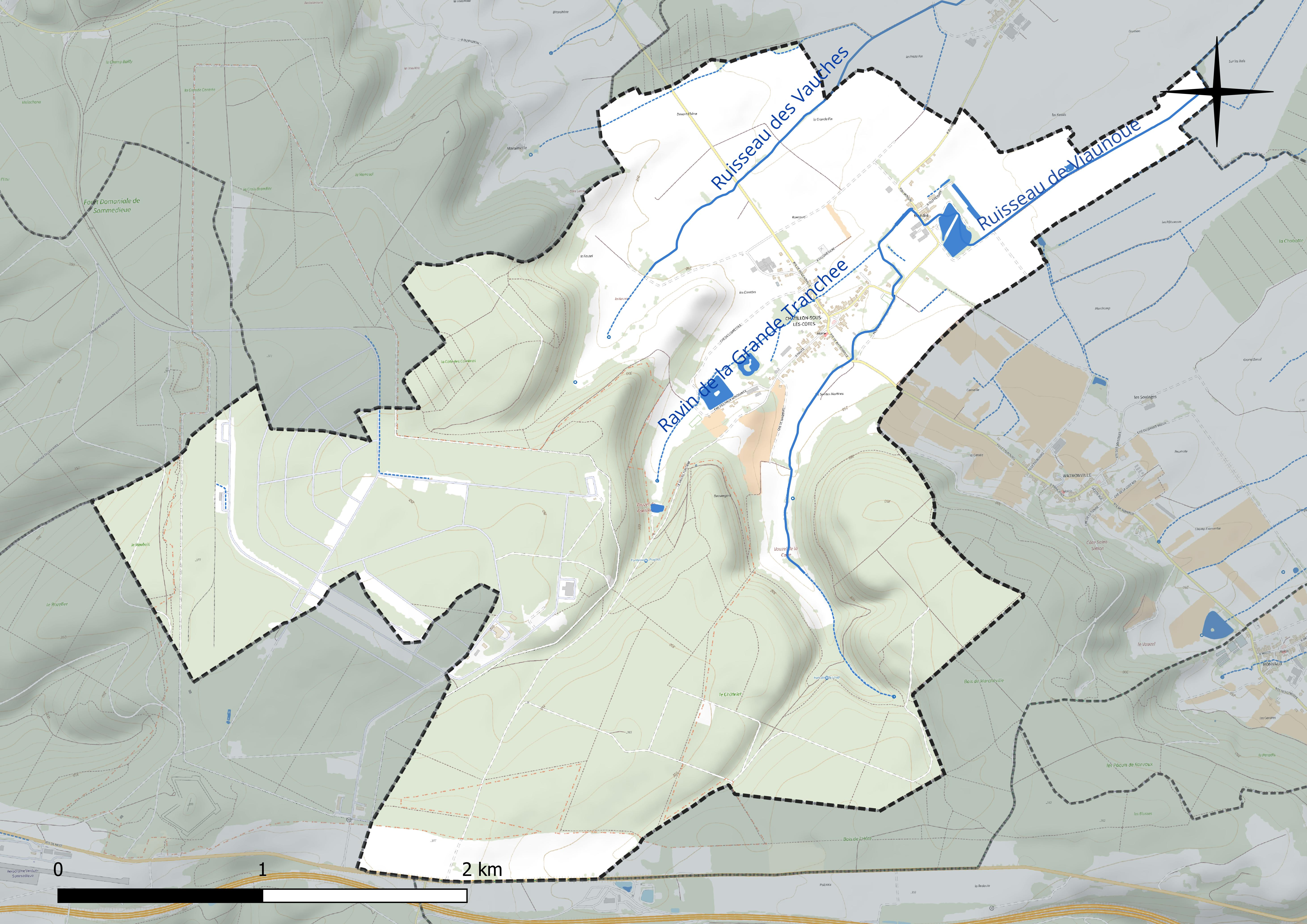
Réseau hydrographique de Châtillon-sous-les-Côtes.

#### Gestion et qualité des eaux
Le territoire communal est couvert par le schéma d'aménagement et de gestion des eaux (SAGE) « Bassin ferrifère ». Ce document de planification concerne le périmètre des anciennes galeries des mines de fer, des aquifères et des bassins versants hydrographiques associés qui s’étend sur 2 418 km2. Les bassins versants concernés sont celui de la Chiers en amont de la confluence avec l'Othain, et ses affluents (la Crusnes, la Pienne, l'Othain), celui de l'Orne et ses affluents et celui de la Fensch, le Veymerange, la Kiesel et les parties françaises du bassin versant de l'Alzette et de ses affluents (Kaylbach, ruisseau de Volmerange). Il a été approuvé le 27 mars 2015. La structure porteuse de l'élaboration et de la mise en œuvre est la région Grand Est. 
La qualité des cours d’eau peut être consultée sur un site dédié géré par les agences de l’eau et l’Agence française pour la biodiversité. 

### Climat
Pour des articles plus généraux, voir Climat du Grand Est et Climat de la Meuse.
En 2010, le climat de la commune est de type climat de montagne, selon une étude du Centre national de la recherche scientifique s'appuyant sur une série de données couvrant la période 1971-2000. En 2020, Météo-France publie une typologie des climats de la France métropolitaine dans laquelle la commune est exposée à un climat océanique altéré et est dans la région climatique  Lorraine, plateau de Langres, Morvan, caractérisée par un hiver rude (1,5 °C), des vents modérés et des brouillards fréquents en automne et hiver. 
Pour la période 1971-2000, la température annuelle moyenne est de 9,6 °C, avec une amplitude thermique annuelle de 16 °C. Le cumul annuel moyen de précipitations est de 948 mm, avec 13,6 jours de précipitations en janvier et 9,6 jours en juillet. Pour la période 1991-2020, la température moyenne annuelle observée sur la station météorologique de Météo-France la plus proche, « Bonzée_sapc », sur la commune de Bonzée à 7 km à vol d'oiseau, est de 10,6 °C et le cumul annuel moyen de précipitations est de 783,7 mm. 
La température maximale relevée sur cette station est de 40,6 °C, atteinte le 24 juillet 2019 ; la température minimale est de −17,3 °C, atteinte le 7 février 2012,,. 
Les paramètres climatiques de la commune ont été estimés pour le milieu du siècle (2041-2070) selon différents scénarios d'émission de gaz à effet de serre à partir des nouvelles projections climatiques de référence DRIAS-2020. Ils sont consultables sur un site dédié publié par Météo-France en novembre 2022.

## Urbanisme

### Typologie
Au 1er janvier 2024, Châtillon-sous-les-Côtes est catégorisée commune rurale à habitat dispersé, selon la nouvelle grille communale de densité à sept niveaux définie par l'Insee en 2022.
Elle est située hors unité urbaine. Par ailleurs la commune fait partie de l'aire d'attraction de Verdun, dont elle est une commune de la couronne,. Cette aire, qui regroupe 103 communes, est catégorisée dans les aires de moins de 50 000 habitants,.

### Occupation des sols
L'occupation des sols de la commune, telle qu'elle ressort de la base de données européenne d’occupation biophysique des sols Corine Land Cover (CLC), est marquée par l'importance des forêts et milieux semi-naturels (49,9 % en 2018), une proportion sensiblement équivalente à celle de 1990 (50,1 %). La répartition détaillée en 2018 est la suivante : 
forêts (49,9 %), terres arables (18,1 %), zones industrielles ou commerciales et réseaux de communication (13,5 %), prairies (10,1 %), zones agricoles hétérogènes (8,3 %), cultures permanentes (0,2 %). L'évolution de l’occupation des sols de la commune et de ses infrastructures peut être observée sur les différentes représentations cartographiques du territoire : la carte de Cassini (XVIIIe siècle), la carte d'état-major (1820-1866) et les cartes ou photos aériennes de l'IGN pour la période actuelle (1950 à aujourd'hui).

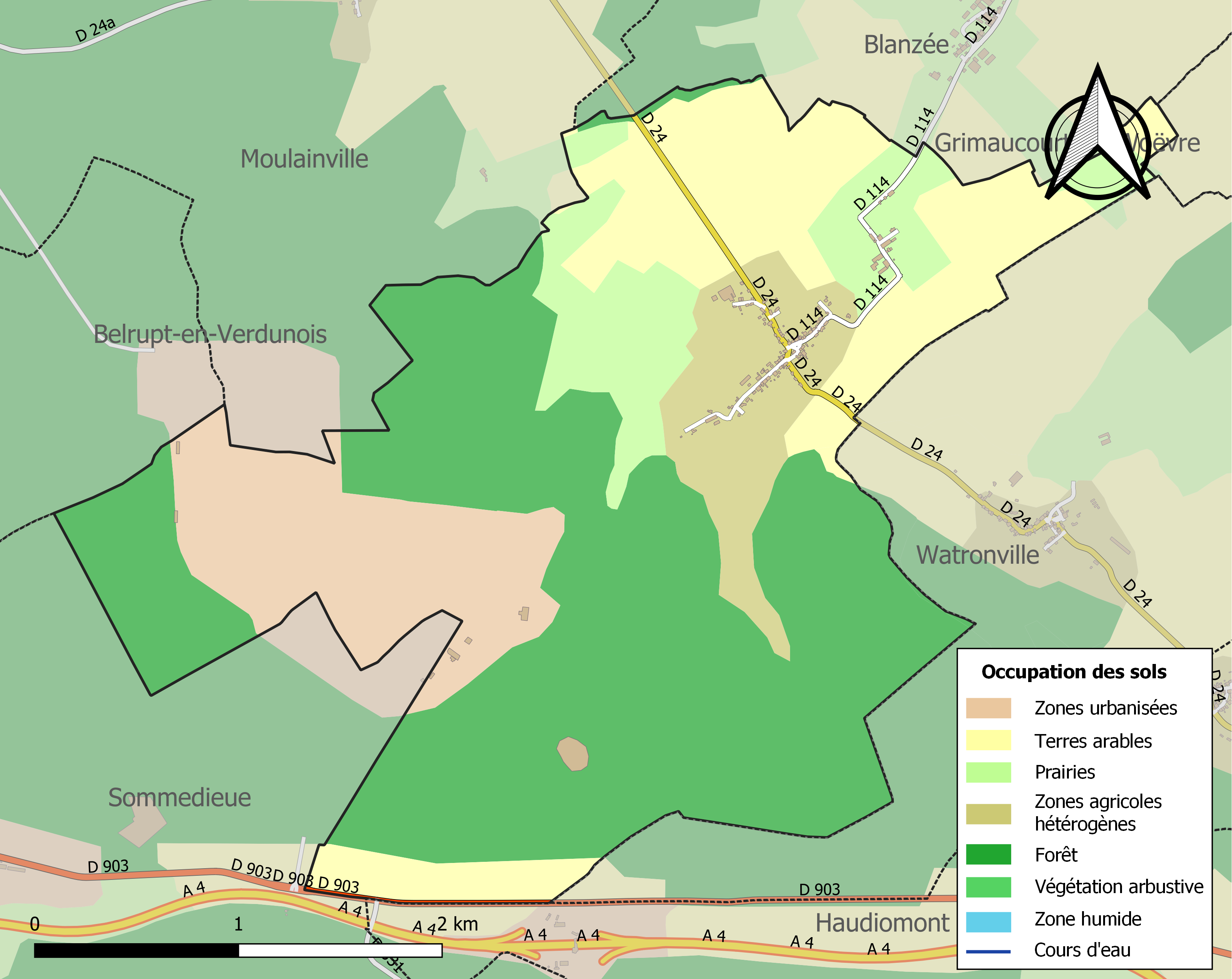
Carte des infrastructures et de l'occupation des sols de la commune en 2018 (CLC).

## Toponymie
En 1047, une charte de Thierry évêque de Verdun, mentionnait Châtillon (Castellonium).
Châtillon serait un dérivé, sans doute mérovingien, du bas latin castellum, diminutif de castrum, accompagné du suffixe -ionem. Castrum désigne d’abord tous les types de forteresse, depuis le simple donjon jusqu’à l’enceinte urbaine, puis se spécialise dans le sens de « château fort » et se réduit ensuite à celui de « grande maison de plaisance ».
Châtillon se trouve au pied du flanc et des Côtes de Meuse, à l'opposé de Verdun.

## Histoire
Ce village ancien, devait être plus considérable autrefois, puisqu'un grand nombre de communes dépendaient primitivement de son territoire. 
On trouve dans les registres paroissiaux de 1635, des détails sur le passage des Suédois et les malheurs de cette époque.
L'ancien château de Mandres à 800 mètres du village, appartenait à monsieur de Custine, la dernière tour fut démolie en 1861. Il y avait un moulin avec une retenue d'eau.

## Politique et administration
| Période                                  | Période   | Identité                                         | Étiquette | Qualité |
| ---------------------------------------- | --------- | ------------------------------------------------ | --------- | ------- |
| Les données manquantes sont à compléter. |           |                                                  |           |         |
|                                          |           | Daniel Bouché                                    | SE        |         |
| mars 2001                                | mars 2008 | Étienne Escalon                                  |           |         |
| mars 2008                                | En cours  | Chantal Bertrand Réélue pour le mandat 2020-2026 | SE        |         |

## Population et société

### Démographie
L'évolution du nombre d'habitants est connue à travers les recensements de la population effectués dans la commune depuis 1793. Pour les communes de moins de 10 000 habitants, une enquête de recensement portant sur toute la population est réalisée tous les cinq ans, les populations de référence des années intermédiaires étant quant à elles estimées par interpolation ou extrapolation. Pour la commune, le premier recensement exhaustif entrant dans le cadre du nouveau dispositif a été réalisé en 2006.

En 2022, la commune comptait 174 habitants, en stagnation par rapport à 2016 (Meuse : −4,4 %, France hors Mayotte : +2,11 %).
| 1793 | 1800 | 1806 | 1821 | 1831 | 1836 | 1841 | 1846 | 1851 |
| ---- | ---- | ---- | ---- | ---- | ---- | ---- | ---- | ---- |
| 443  | 550  | 559  | 637  | 703  | 711  | 709  | 670  | 645  |

| 1856 | 1861 | 1866 | 1872 | 1876 | 1881 | 1886 | 1891 | 1896 |
| ---- | ---- | ---- | ---- | ---- | ---- | ---- | ---- | ---- |
| 540  | 533  | 540  | 511  | 501  | 471  | 440  | 433  | 407  |

| 1901 | 1906 | 1911 | 1921 | 1926 | 1931 | 1936 | 1946 | 1954 |
| ---- | ---- | ---- | ---- | ---- | ---- | ---- | ---- | ---- |
| 394  | 413  | 365  | 170  | 188  | 171  | 167  | 152  | 173  |

| 1962 | 1968 | 1975 | 1982 | 1990 | 1999 | 2006 | 2011 | 2016 |
| ---- | ---- | ---- | ---- | ---- | ---- | ---- | ---- | ---- |
| 141  | 128  | 121  | 114  | 124  | 117  | 150  | 166  | 174  |

| 2021 | 2022 | - | - | - | - | - | - | - |
| ---- | ---- | - | - | - | - | - | - | - |
| 175  | 174  | - | - | - | - | - | - | - |

## Culture locale et patrimoine

### Héraldique
| Blason de Châtillon-sous-les-Côtes | Blason  | Taillé: au 1er d'or à la tour de gueules ouverte et ajourée du champ, senestrée d'un cœur de gueules enfermé dans une couronne d'épine de sable, au 2e d'azur à saint Martin en pied de carnation, habillé et auréolé d'argent, casqué et botté d'or, coupant de son épée d'argent à la poignée d'or, son manteau de gueules et accosté de deux billettes d'or., le tout rangé en barre; à la cotice en barre d'argent brochant sur la partition. |
| Blason de Châtillon-sous-les-Côtes | Détails | Le conseil municipal a adopté le blason communal proposé et conçu et dessiné par Robert Louis, héraldiste, et Dominique Lacorde, historien, membres du Comité lorrain d’héraldique et adopté par la commune, Chantal Bertrand, maire, en tête. La tour représente le château fort qui se dressait jadis au sommet de la côte dite du Châtelet. La cotice d’argent dessine les côtes de Meuse au pied desquelles le village est blotti. Saint Martin, officier romain, rappelle qu’un camp romain s’étendait sur les hauteurs du village : le castrum Vabrense. Saint Martin est le patron de la paroisse. La tour représente également les autres châteaux qui se dressaient ici : celui du hameau de Mandres qui a appartenu à la famille de nom et d’armes Mandres, d’ancienne noblesse aujourd’hui éteinte ; celui de Roncourt dans le village. La Croix de guerre 1914-1918 La Croix de guerre a été attribuée au village avec la citation : « Sous la ligne de feu pendant près de trois ans, a été complètement détruite par des nombreux bombardements. A victorieusement opposé à l’envahisseur le rempart de ses ruines âprement défendues ». Selon les termes de l’héraldique, le blason est taillé d’or à une tour de gueules ouvertes et ajourée du champ sénestré d’un cœur de gueules dans une couronne d’épine de sable. Taillé d’azur à un saint Martin en pied de carnation habillé et auréolé d’argent, casqué et botté d’or, coupant son épée d’argent à la poignée d’or, son manteau de gueules pour en donner moitié à un pauvre, accosté de deux billettes d’or. Taillé à la cotice d’argent brochant sur la partition. Soutien de l’écu : deux rameaux de mirabellier supporté de tanné, feuillés de sinople et fruités d’or tachés de pourpre passée au sautoir. Croix de Guerre 1914-1918 appendue sous l’écu et brochant sur la croisure. Adopté le 4 décembre 2023. |

Mandres a donné son nom à une maison dont les armoiries étaient  : D'azur à la croix d’or cantonnée de vingt billettes de même.

### Lieux et monuments
- L'église Saint-Martin, origine XIVe siècle, reconstruite en 1929.
- Le monument aux morts.
- Lavoir.

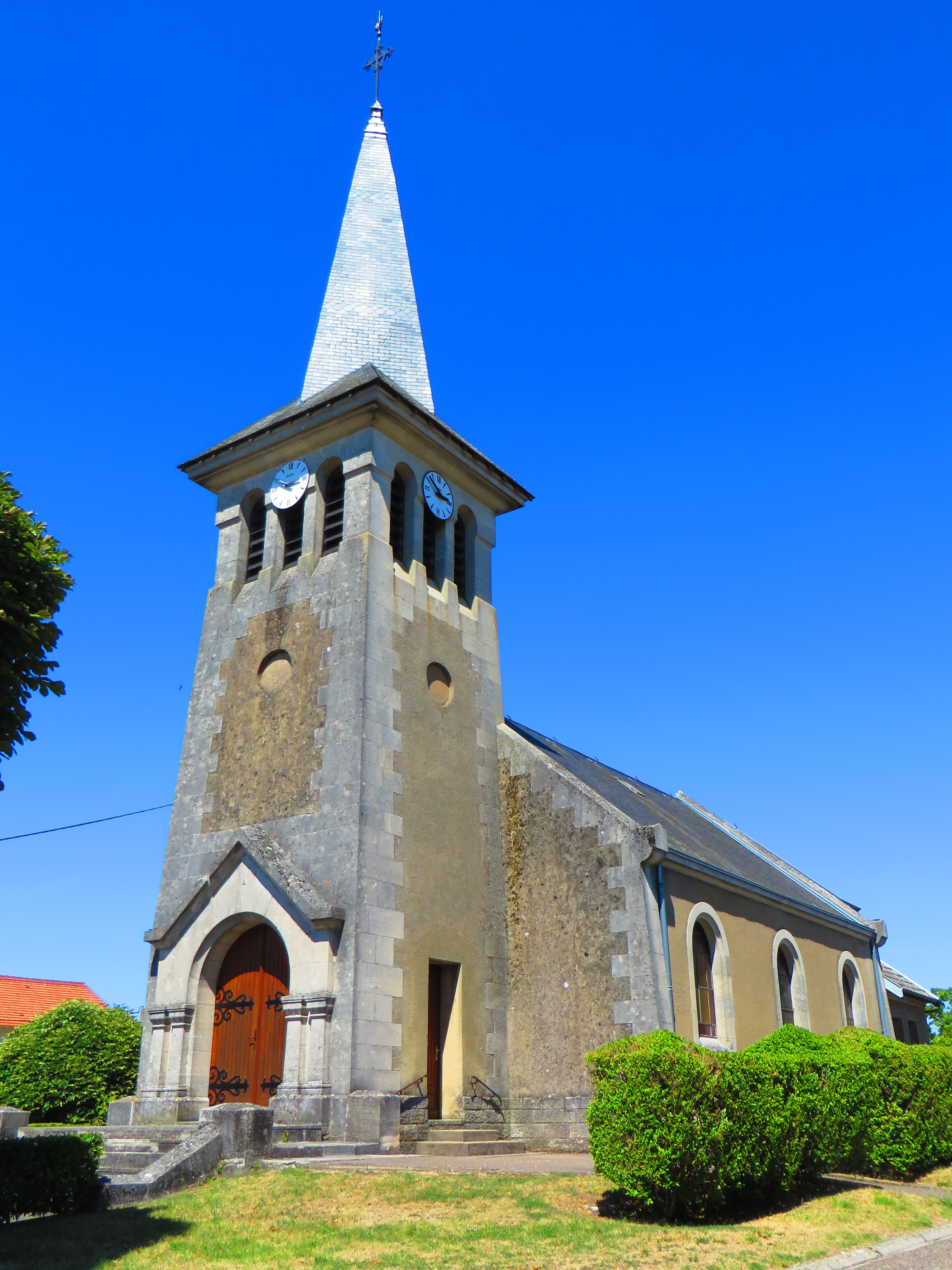
Église Saint-Martin.
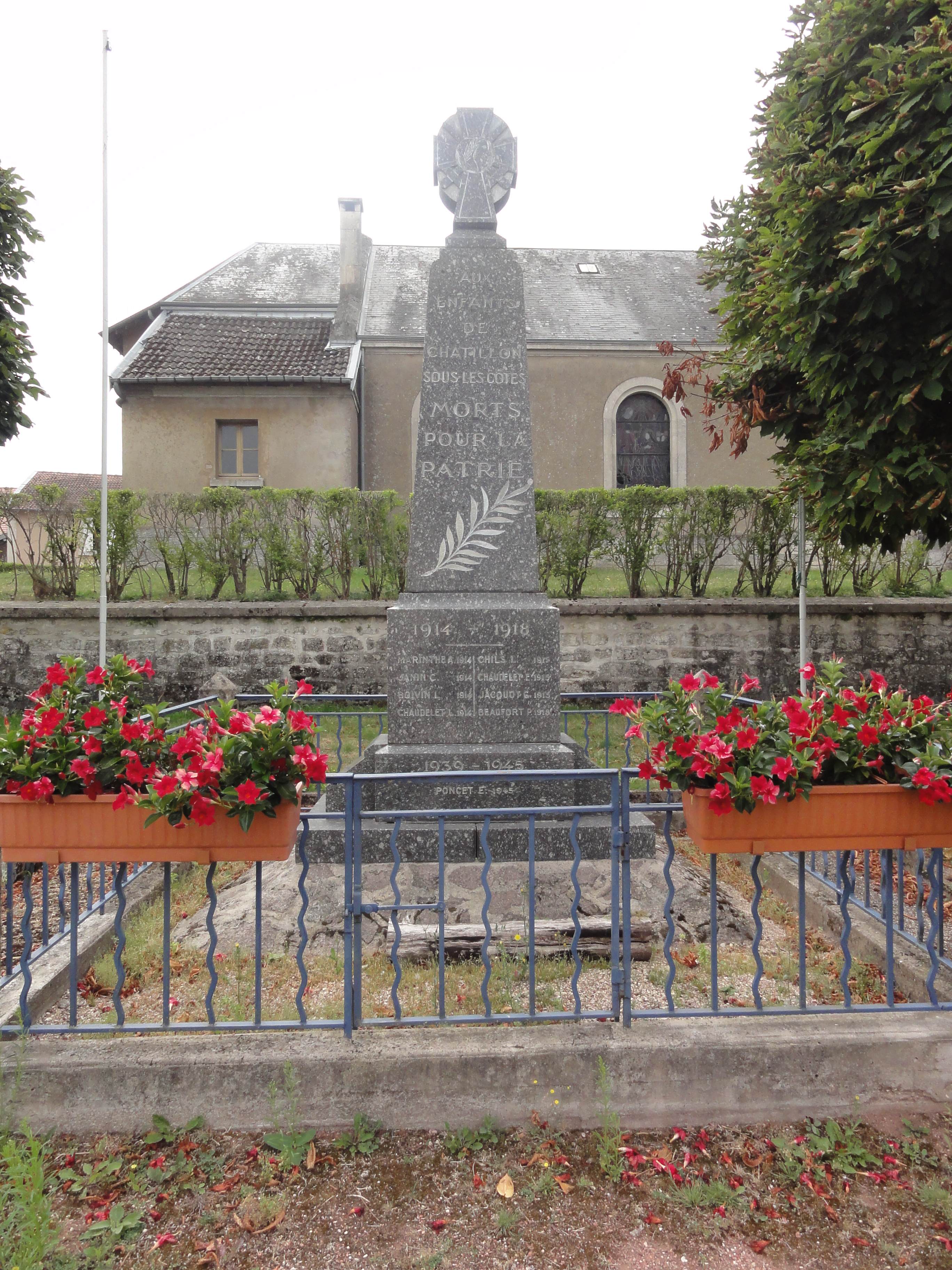
Monument aux morts.
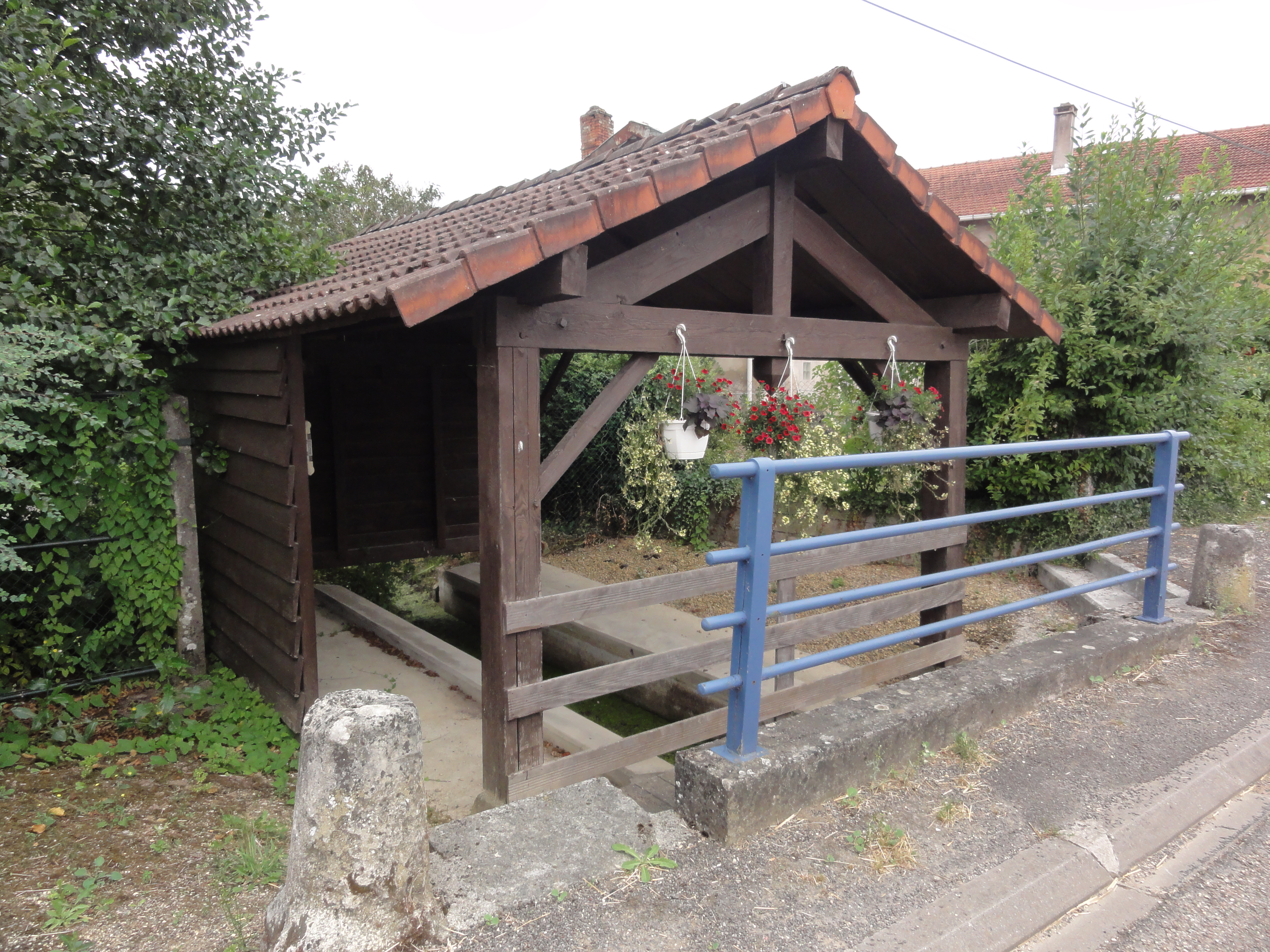
Lavoir.